# John Filan
John Richard Filan (né le 8 février 1970 à Sydney) est un footballeur australien.
Il est actuellement gardien de but au Wigan Athletic.

## Statistiques
| saison  | club                               | pays       |
| ------- | ---------------------------------- | ---------- |
| 1989-90 | St George Saints                   | Australie  |
| 1990-91 | St George Saints                   | Australie  |
| 1991-92 | Wollongong Wolwes St George Saints | Australie  |
| 1992-93 | Wollongong Wolwes                  | Australie  |
| 1993-94 | Cambridge United                   | Angleterre |
| 1994-95 | Cambridge United Nottingham Forest | Angleterre |
| 1995-96 | Coventry City                      | Angleterre |
| 1996-97 | Coventry City                      | Angleterre |
| 1997-98 | Blackburn Rovers                   | Angleterre |
| 1998-99 | Blackburn Rovers                   | Angleterre |
| 1999-00 | Blackburn Rovers                   | Angleterre |
| 2000-01 | Blackburn Rovers                   | Angleterre |
| 2001-02 | Wigan Athletic                     | Angleterre |
| 2002-03 | Wigan Athletic                     | Angleterre |
| 2003-04 | Wigan Athletic                     | Angleterre |
| 2004-05 | Wigan Athletic                     | Angleterre |
| 2005-06 | Wigan Athletic Doncaster Rovers    | Angleterre |
| 2006-07 | Wigan Athletic                     | Angleterre |

## Statistiques en Sélection nationale
| saison  | pays      | matchs & buts    |
| ------- | --------- | ---------------- |
| 1991-97 | Australie | 3 matches 0 buts |

## Palmarès
Finaliste de la Coupe de la Ligue en 2006 (Wigan Athletic)